# Josip Rojec
Josip Rojec, slovenski pravnik in kulturni delavec * 13. marec 1881, Peč, Avstro-Ogrska, † 24. marec 1920, Trst, Kraljevina Italija.

## Življenje in delo
Rodil se je v družini kovača Franca in gospodinje Marije Rojec rojene Makuc na Peči pri Mirnu. Ljudsko šolo je končal v Sovodnjah ob Soči, gimnazijo pa v Gorici, kjer je junija 1902 tudi maturiral. Nato je na Dunaju študiral pravo. Po končanem študiju je bil pripravnik na okrožnem sodišču v Gorici, po končanem pripravništvu pa je kot sodnik služboval v Sežani. Tu se je leta 1913 poročil. Ker se je zameril avstrijski oblasti je bil premeščen na Cres. Po tragični smrti hčerke je začel bolehati na srcu. Kasneje je bil premeščen za sodnika na okrajno sodišče v Kopru, ker pa se mu je zdravje slabšalo se je preselil v Trst, a je tu po težki bolezni umrl v mestni bolnišnici, pokopan pa je bil 20. maja 1920 v družinskem grobu v Sovodnjah.
Rojec je že zelo mlad aktivno deloval na prosvetnem področju. Kot gimnazijec je v Sovodnjah leta 1902 ustanovil bralno in pevsko društvo Zvezda, ki je delovalo vse do leta 1915, ko je tudi Italija pridružila vojaškim spopadom v prvi svetovni vojni. V Sovodnjah je poživil kulturno dejavnost tudi s tem, ko je zbral ter uspešno vodil močan pevski zbor, ki je bil največji na Goriškem. Zbor je prihajal učit v Sovodnje z delovnega mesta iz Sežane. Bil je odličen zborovodja. Njegovo sposobnost potrjuje dejstvo, da so ga izbrali, da velodromu v Gorici leta 1912 vodi na skupni prireditvi nastop združenih primorskih pevskih zborov. Tu so poleg zbora iz Sovodenj nastopali še zbori iz Bilj, Dornberka, Gorice, Mirna, Šempetra pri Gorici, Vrtojbe in drugih krajev. Nastop slovenskih pevskih zborov je bil zaradi trenj, ki so bila prisotna med slovenskim in italijanskim prebivalstvom pomemben dogodek za Goriško.